# White Pass and Yukon Route
Le White Pass and Yukon Route (WP&Y, WP&YR) (sigle assigné par l'AAR : WPY) est une ligne de chemin de fer à voie étroite (914 mm) longue de 177 km reliant le port de Skagway (Alaska, États-Unis) à la ville de Whitehorse, capitale du territoire canadien du Yukon. La ligne passe la frontière entre le Canada et les États-Unis à 879 m d'altitude. Il s'agit d'une ligne isolée, sans lien avec d'autres lignes ferroviaires. Ce chemin de fer est une filiale de la société Clublink Enterprises Limited, cotée au Toronto Stock Exchange. L'exploitation sous la marque commerciale White Pass and Yukon Route est assurée par la Pacific and Arctic Railway and Navigation Company en Alaska, la British Columbia Yukon Railway Company en Colombie-Britannique et la British Yukon Railway Company (initialement appelée British Yukon Mining, Trading and Transportation Company) au Yukon.
Il est devenu depuis 1988 un chemin de fer touristique.
Il est l'un des deux chemins de fer, avec l'Alaska Railroad, encore existants en Alaska.

## Histoire

### Construction
La ligne est née de la ruée vers l'or du Klondike de 1897. Les pistes les plus fréquemment empruntées par les prospecteurs pour rejoindre les champs aurifères de Dawson City étaient des chemins très dangereux partant de Skagway ou de la ville voisine de Dyea. Ils franchissaient ainsi la chaîne des montagnes côtières et la frontière entre l'Alaska et le Canada par le col Chilkoot ou le Col White. En ces points, les autorités canadiennes n'acceptaient de les laisser entrer que s'ils transportaient avec eux de quoi vivre pendant un an (ce qui correspondait à une tonne de vivres). Ces transports se faisaient avec des chevaux par le col White, et à dos d'homme par le col Chilkoot. Compte tenu de l'ampleur des besoins, un système de transport plus performant était nécessaire. Ainsi de nombreux projets de créations de lignes de chemin de fer ont vu le jour. Pour la seule année 1897, le gouvernement canadien a reçu 32 propositions pour la construction de chemins de fer au Yukon.
En 1897, trois compagnies différentes se sont entendues pour construire une voie ferrée longue de 523 kilomètres de Skagway à Fort Selkirk. Essentiellement financée par des investisseurs du Royaume-Uni, la ligne est rapidement mise en chantier. L'écartement de 914 millimètres (3 pieds) est choisi, car il permet la construction d'une plate-forme plus étroite, et des courbes plus prononcées. Ceci a permis d'importantes économies lorsqu'il a fallu tailler la plate-forme dans les parois rocheuses des montagnes. Malgré tout, 450 tonnes d'explosifs ont été nécessaires pour atteindre le col White.
La construction débute le 28 mai 1898 à Skagway, mais se heurte a la résistance des autorités locales, et du patron de la pègre locale, Soapy Smith. Le 8 juillet 1898, Soapy Smith est exécuté par une milice d'auto-défense.
Le 21 juillet 1898, un train spécial transporte des passagers sur 6,4 kilomètres au départ de Skagway. C'est le premier train à circuler en Alaska. Le 30 juillet, la concession des trois compagnies initiales est rachetée par la White Pass & Yukon Railway Company Limited, nouvelle compagnie basée à Londres. À la mi-février 1899 la voie, qui a désormais une longueur de 30 kilomètres, atteint le col White, à 880 mètres d'altitude. Le chemin de fer atteint Bennett (Colombie-Britannique) le 6 juillet 1899. Pendant l'été 1899, la construction débute de Carcross en direction de Whitehorse, à 177 kilomètres au nord de Skagway. Les équipes de constructions progressent difficilement depuis Bennett le long de la rive du lac en direction de Carcross qu'elles atteindront l'année suivante. Le dernier crampon a été posé le 29 juillet 1900, et le service a débuté le lendemain, premier août.
Mais la fièvre de l'or était déjà retombée.

### Exploitation avant la seconde guerre mondiale
Lorsque la ruée vers l'or s'est achevée, les sociétés minières ont remplacé les prospecteurs. D'ailleurs, celles-ci ne cherchaient pas tant l'or que d'autres métaux tels que le cuivre, l'argent ou le plomb. Le port le plus proche était Skagway, et la voie d'accès la plus rapide était la White Pass & Yukon Route, en partie assurée par chemin de fer, et pour le reste du parcours par bateau.
Bien que les minerais et les produits miniers concentrés constituassent la principale source de trafic, le chemin de fer assurait aussi le transport des passagers, et des autres marchandises. En effet, il n'a longtemps pas existé de voie d'accès plus facile au Yukon que d'arriver par bateau jusqu'à Skagway, puis d'emprunter le chemin de fer de la White Pass & Yukon Route.
Le financement et les plans étaient prêts pour prolonger la ligne de Whitehorse à Carmacks. Cependant, la batellerie sur les lacs et le fleuve Yukon entre Whitehorse et Dawson City fonctionnait de manière totalement anarchique, ce qui constituait un goulot d'étranglement empêchant l'écoulement correct des marchandises. Aussi, la société de chemin de fer préféra utiliser ses réserves financières pour racheter les bateaux, et organiser un service fiable et régulier entre Whitehorse et Dawson City.
Bien que la WP & YR n'ait finalement jamais construit la ligne entre Whitehorse et de Fort Selkirk, elle a réalisé quelques petits tronçons complémentaires. Ainsi, en 1901, le Tram Taku, un chemin de fer de portage de 4 km a été construit à Taku, en Colombie-Britannique, et a été exploité jusqu'en 1951. Il servait au transport des passagers et des marchandises entre le S.S. Tutshi circulant sur le lac Tagish et le M.V. Tarahne naviguant sur le lac Atlin. (Bien que le Tutshi ait été détruit par un incendie suspect aux environs de 1990, le Tarahne a été restauré et accueille des dîners spéciaux. Les canots de sauvetage construits à l'époque pour la restauration du Tutshi ont été installés sur le Tarahne.) La locomotive utilisée sur cette voie, La Duchesse est maintenant à Carcross.
En 1910, la WP & YR ouvre un embranchement de 18,17 km entre Mac Rae et Pueblo, une zone minière à proximité de Whitehorse. Ce tronçon a été abandonné dès 1918. Un éditorial Whitehorse Star des années 1980 avait noté que l'emprise de cette ligne serait idéal si la route de l'Alaska nécessitait un jour une modification du contournement de Whitehorse.
Alors que les autres chemins de fer du Yukon (comme le Klondike Mines Railway de Dawson City) ont été abandonnés au plus tard en 1914, l'exploitation de la WP & YR s'est poursuivie.
Au cours de la Grande Dépression, le trafic s'est effondré, et pendant une période, le train ne circulait qu'une fois par semaine.

### Pendant la Seconde Guerre mondiale
Pendant la Seconde Guerre mondiale, l'Alaska est devenu un territoire stratégique pour les États-Unis. En effet, l'Alaska est la partie du territoire des États-Unis la plus proche du Japon, et se trouve sous une possible menace d'invasion. L'armée de terre des États-Unis prend le contrôle des chemins de fer de ce territoire, et y introduit du matériel roulant supplémentaire. Ainsi arrivent sur le WP & YR des locomotives neuves, et d'autres provenant de chemins de fer à voie étroite abandonnés du reste des États-Unis. 11 locomotives neuves de type 141 (type 2-8-2 aux États-Unis) sont livrées en 1943.
Durant cette période, le WP & YR a connu des volumes transportés record, car il servait à l'acheminement des matériaux de construction pour la route de l'Alaska et d'autres projets. En moyenne 17 trains circulaient chaque jour, avec une pointe record au cours de laquelle pas moins de 37 trains sont arrivés à Whitehorse en 24 heures.

### de 1946 à 1982
En 1951, une nouvelle holding, la White Pass and Yukon Corporation Ltd rachète les trois compagnies ferroviaires appartenant à la White Pass and Yukon Company, Ltd.alors en liquidation. Le chemin de fer est restructuré financièrement. Alors que la plupart des chemins de fer à voie étroite des États-Unis ferment à cette époque, le WP & YR reste en service.
Entre le milieu et la fin des années 1950, la ligne est diéselisée, ce qui fut rare à cette époque sur les chemins de fer à voie étroite des États-Unis. Des motrices diesel ont été achetées à General Electric, puis plus tard à l'American Locomotive Company (Alco) et à la Montreal Locomotive Works.
Le WP & YR a été pionnier dans le domaine du fret intermodal avec l'usage des conteneurs dès 1956. Une publicité de l'époque parlait de la Container Route. La compagnie a acheté l'un des premiers cargos porte-conteneurs (le Clifford J. Rogers, construit en 1955). Cependant, les conteneurs utilisés était beaucoup plus petits que ceux dont l'usage se développait dès cette époque aux États-Unis, et ne pouvaient pas vraiment être transportés par d'autres chemins de fer ou compagnies maritimes.
En 1969, une mine de plomb et de zinc ouvre à Faro. À cette occasion la compagnie achète sept locomotives de 890 kW à Alco, de nouveaux wagons, des caisses mobiles à minerai, et un portique de chargement à Whitehorse. De même, de nouveaux docks minéraliers sont construits à Skagway, et le tracé de la ligne est rectifié. À l'automne 1969 sont construits un nouveau tunnel et un nouveau pont pour contourner Dead Horse Gulch dont le pont en acier ne pouvait pas supporter l'augmentation de la charge des trains. Ces investissements très importants ont rendu l'entreprise très dépendante des revenus tirés du trafic minéralier.
Parallèlement, le nombre de passagers sur le WP & YR augmentait au fur et à mesure que se développaient les croisières touristiques dans le Passage Intérieur. La route de Skagway à Whitehorse n'a été ouverte qu'en 1978. Après cette date, la survie du chemin de fer était liée au transport de minerai.
À cette époque, la livrée verte et jaune des locomotives, avec un Oiseau-tonnerre représenté en face avant a été remplacée par une livrée bleu avec des motifs noir et blanc. (L'ancienne livrée a été rétablie au début des années 1990, mais c'est en 2005 que la livrée bleue a disparu du dernier engin)
En 1982, le prix des métaux s'effondre, entraînant la fermeture de nombreuses mines, y compris celle de Faro. Le chemin de fer se retrouve privé de trafic commercial. Espérant une reprise du trafic marchandises, le chemin de fer est exploité pendant quelques mois exclusivement pour le transport de passagers, mais le 7 octobre 1982 marque la fin de toutes circulations.
Cinq locomotives Alco sont vendues aux chemin de fer de Colombie, et 4 des locomotives les plus récentes sont vendues à la US Gypsum à Plaster City, en Californie. Finalement les 5 motrices vendues aux chemins de fer colombiens n'y rouleront jamais car elles sont trop lourdes pour les voies de ce réseau. Elles seront rachetées par le WP & YR en 1999.

### Renaissance: de 1988 à aujourd'hui
La ligne ne reste pas longtemps inexploitée. le tourisme se développe en Alaska, et de nombreux navires de croisière font escale à Skagway. Les paysages spectaculaires de la route du col White sont perçus comme un formidable potentiel touristique. Les croisiéristes, se souvenant du petit train transportant leurs passagers dans la montagne, font pression pour la réouverture de la ligne comme chemin de fer touristique. Le WP & YR est idéalement placé pour vendre un circuit en chemin de fer à travers les montagnes aux touristes descendus des navires de croisière.
À la suite d'un accord entre le WP & YR et le syndicat United Transportation Union qui représente des employés en Alaska, la voie ferrée est rouverte exclusivement pour le transport des touristes entre Skagway et le col White en 1988. La ligne du White Pass & Yukon Route a été remise en état jusque sur les quais pour donner la correspondance aux bateaux. À la même époque, la compagnie postule pour assurer le transport du minerai de la mine de Faro, alors juste rouverte, mais le transport par camions sur la route du Klondike est préféré par la compagnie minière en raison de son moindre coût.
À la fin du mois d'août 1988, un train de chantier atteint Whitehorse afin de rapatrier à Skagway deux locomotives stationnées depuis six ans en vue de leur révision et de leur utilisation pour les trains touristiques. À cette occasion, et pendant environ une semaine, le matériel roulant stationné à Whitehorse est  déplacé en dehors du centre-ville. L'année suivante, il a été déplacé plus au sud. Beaucoup de ces wagons ont finalement été vendus. La plupart des voies dans le centre-ville de Whitehorse ont été déposées. La ligne se termine maintenant à six pâtés de maisons au sud de l'ancienne gare.
Après résolution des questions douanières et celles liées aux employés canadiens, la ligne est rouverte jusqu'à Fraser en 1989, et Bennett en 1992. Un train spécial a poussé jusqu'à Carcross en 1997 pour la célébration du centenaire de la première tonne d'or. Une circulation spéciale accessible uniquement sur invitation a été organisée de Carcross à Whitehorse le 10 octobre 1997.
Le 29 juillet 2006 un train a circulé jusqu'à Carcross, et le service voyageur a repris en 2007. Ainsi, c'est actuellement 58 % de la longueur de la ligne qui est exploitée.
Une réouverture jusqu'à Whitehorse est envisagée à terme, si la demande existe. À ce jour, la ligne a une autorisation d'exploitation délivrée par l'Agence canadienne des transports jusqu'à Carcross.

## Matériel roulant
Outre le matériel ayant été conservé après la fermeture de 1982, le WP & YR  a acheté auprès du Canadien National du matériel roulant des chemins de fer de Terre-Neuve qui a fermé en novembre 1988 pour les trains de chantier. Ce matériel a dû être adapté, car les chemins de fer de Terre-Neuve avaient des voies à l'écartement de 1 067 millimètres.
Les trains sont essentiellement tractés par les locomotives diesel, mais deux locomotives à vapeur sont en état de marche. La première, no 73 est une 141 (Mikado, et la seconde no 69, est une 140 (Consolidation). Cette dernière a été rachetée en 2001, et remise en service en 2008.
Quelques anciennes locomotives à vapeur ayant appartenu à la WP & YR circulent sur des attractions touristiques au sud-est des États-Unis. Les locomotives 70, 71, et 192 sont au Dollywood de Pigeon Forge dans le Tennessee. La 190 est sur le Tweetsie Railroad à Boone (Caroline du Nord)
Le réseau possède aussi un chasse-neige rotatif à vapeur, qui était indispensable à l'époque où la ligne devait être maintenue ouverte à longueur d'année. Cet engin avait été arrêté dès 1964, en même temps que les dernières locomotives à vapeur qui servaient à le pousser. Le déblaiement de la voie s'effectuait alors avec des bulldozers. Bien que cet engin ne soit désormais plus nécessaire pour une exploitation touristique qui se limite aux mois d'été, il est mis en circulation poussé par des locomotives diesel une ou deux fois par hiver pour le plaisir des ferrovipathes.
Le réseau possède des voitures dont les quatre plus anciennes datent de 1881. En 2007, quatre nouvelles voitures ont été construites en copiant l'aspect de celle du XIXe siècle. Trois voitures sont équipées pour la montée et le transport de personnes à mobilité réduite.

## Offre touristique
Restreinte a une section de ligne au départ du port de Skagway, la circulation est limitée à la belle saison, de mai à septembre, mais le trafic est actif du fait de l'arrivée de bateaux de croisières. Il transporte environ 300 000 touristes par saison.